# Ораторий Сан-Микеле (Падуя)
Ораторий Святого Михаила (итал. L’oratorio di San Michele) — ораторий, бывший частью древней церкви Святых Архангелов (итал. Chiesa dei Santi Arcangeli). Изменение имени на Сан-Микеле произошло во время лангобардской эпохи, когда Святой Михаил был провозглашен святым покровителем Италии после победы лангобардов над византийцами. Внутри молельни находится часовня, полностью расписанная фресками Якопо да Верона, живописный цикл которых основан на эпизодах жития Богородицы. С 2021 года он включен ЮНЕСКО в число объектов всемирного наследия на месте фресковых циклов Падуи XIV века.

## История

### Здание и его происхождение
Ораторий Сан-Микеле расположен недалеко от Торлонги — замка семейства Каррарезе, за пределами старых стен города. Он был построен в 1397 году на руинах церкви Санти-Арканджели, поврежденной в 1390 году пожаром, возникшим в результате столкновений между Каррарези и Висконти во время захвата Падуи Франческо II Новелло да Каррара. После пожара семья де Бови решила построить часовню, посвященную Пресвятой Деве Марии, открыв проем в северном нефе церкви. На мемориальной доске, расположенной на внутренней стене перед входом в часовню, можно видеть дату постройки — 1397 год, имя заказчика — Пьетро ди Бартоломео де Бови и имя художника, расписавшего часовню — Якопо да Верона.

### Изменения на протяжении веков
Первые известия о предпринятых попытках консервации фресок, украшающих здание, появились в 1792 году, когда при ремонте оратория было предложено побелить изнутри обветшавшие стены. Фрески сохранились на месте своего происхождения лишь благодаря действиям энтузиастов. К 1808 году здание церкви пришло к окончательному упадку, здание оратория, построенное семьей де Бови, было окончательно закрыто для публики в 1815 году. В 1871 году здание подверглось полной реставрации с несколькими архитектурными изменениями. Часть главного нефа была снесена для создания небольшой апсиды и сада, открыт вход в часовню, поднят и перестроен потолок. Фрески северной и западной стен были отделены и нанесены на деревянные рамы на рубеже XIX—XX веков, в 1970-х годах они были перенесены на алюминиевые панели. Здание капеллы было вновь открыто для публики в 1990-х годах. Основной проблемой при сохранении фресок на месте была повышенная влажность, которую удалось устранить благодаря установке специального климатического оборудования.

### Реставрации
В 2000 годах по инициативе падуанской ассоциации «Ла Торлонга» здание Оратория было подвергнуто капитальной реставрации, финансируемой «Фондом Карипаро», что привело к временному закрытию объекта. Реставрационные работы, которые должны были быть завершены к 2015 году, в итогде завершились в 2018 году благодаря взносам, дополнительно собранным в рамках кампании Art Bonus, инициированной Министерством культуры Италии. Пожертвования позволили укрепить крышу здания, провести работы по отводу влаги, очистить внешние стены, восстановить поврежденную штукатурку и провести археологические раскопки. Ораторий, который теперь регулярно открыт для публики, был включен в список циклов фресок XIV века города Падуи, объект был включён в список Всемирного наследия ЮНЕСКО в 2021 году.

## Живописный стиль
Якопо да Верона работал почти столетие спустя после своего великого предшествественника Джотто, оказавшего мощное влияние на изобразительное искусство XIV века. Якопо да Верона по праву можно поставить в ряд художников-неоджоттесков.
На сегодняшний день его единственной достоверной работой является цикл фресок, присутствующих в оратории Сан-Микеле в Падуе, датированный 1397 годом. Мнение искусствоведов о творчестве Якопо сложилось неоднозначным: одними его стиль воспринимался лишь, как простое подражание великим мастерам-предшественникам; другие отмечали его своеобразие: в сюжетном повествовании; в изображении повседневной жизни; в передаче семейных и летописных подробностей.
Большая часть критиков подчеркивала тесные связи с веронским художником Альтикьеро, допуская, что Якопо был одним из его учеников и что они вместе работали над ораторией Сан-Джорджо в Падуе. Однако, помимо Альтикьеро, стиль Якопо содержит отсылки к другим художникам, чьими работами Якопо мог восхищаться во время своего пребывания в Падуе: уроженца Тосканы, но имевшего ломбардское образование, Джусто де Менабуои; болонца Якопо Аванци, с которым его часто путали.
Таким образом, стилистическое мастерство Якопо да Вероны заключается в обобщении учения великих мастеров живописи XIV века, таких как Джотто, Джусто де Менабуи, Альтикьеро и Якопо Аванци. Он знаменует собой последнее «счастливое образное выражение великой Падуи XIV века».

### Пространство и перспектива во фресках Оратория.
С точки зрения пространства художник подхватил идеи Альтикьеро и Менабуи. Таким образом, Альтикьеро принадлежит идея создания «пространственности, влияющей на всю композицию», то есть «композиционного расширения», полученного за счет использования архитектурных структур для придания повествовательной непрерывности. Примером тому является сцена Благовещения: помещения, в которых находятся Богородица и Архангел, объединены перекрытием лоджии с трилистниками. Это можно увидеть в использовании коридоров, ряда дверей или проблесков комнат по краям сцен. И в этом также заключается предел Якопо: несмотря на то, что он обращается к этим перспективным решениям, он, кажется, больше привязан к интуитивному знанию перспективы и ещё не «в курсе математических и геометрических принципов», открытых в современных ему исследованиях Падуанского университета. Отдельные элементы пространства, как лоджия, портик, комната Богородицы и ангела, на самом деле построены с разными точками схода. Это также можно увидеть в предметах обстановки, которые не расположены на одном зрительном конусе.
Эти ошибки в построении перспективы менее заметны в шестиугольной эдикуле Пятидесятницы, где структура более уравновешена и правильнее выстроена.
Сцены Пятидесятницы и Вознесения напоминают стиль Джотто, Якопо подхватывает идею Джотто изобразить сидящих в кругу апостолов. Фактически они расположены в виде шестиугольной эдикулы, открытой с боков. В то же время мы видим знание работ Джусто де Менабуи, поскольку обнаруживаем желание придать зданию глубину. Но также и в этой сцене Якопо борется с центральной перспективой, техника визуализации неуклюжа на уровне перспективы, лоджия сделана мультифокальной, то есть без единой точки схода.
Ещё одним ограничением живописи Якопо является изображение внешней среды, где он не может придать пространственность и глубину холмам на заднем плане, которые на самом деле как бы запирают живописную композицию, а не открывают её. Однако в передаче природы можно видеть виртуозность, с которой он разрабатывал детали, стараясь отобразить природу максимально реальной с «научным стилем изображения цветов и фауны» .
Во внутренней среде и различных объектах можно обнаружить и другие особенности. Обстановка, такая как сундуки, полки, книги, стулья, столы, обеспечивает обстановку библейского события в повседневной жизни. Подчеркивается взаимопроникновение сакрального и профанного, которое уже какое-то время присутствовало в живописи XIV века; поэтому не должно было быть слишком аномальным изображение рядом с Благовещением занятой домашними делами служанки. Таким образом у Якопо более буржуазный и домашний подход, который «заменяет аристократическую элегантность фресок часовен собора Святого Антония, Баптистерия и дворца Каррарезе, и которым заканчивается великий период фресок XIV века в Падуе».
Якопо вложил много сил в более натуралистическую визуализацию. Этот натурализм можно увидеть не только в предметах, но и в анатомии тел и в спонтанности жестов и мимики.
Другой пример детального анализа «данных природы» — сбежавшая лошадь.
Якопо умеет «всегда сосредоточить внимание зрителя на патетическом центре сцен», как в «нежных объятиях Марии и ее младенца-сына» или в последней сцене цикла «Похороны Богородицы», где подчеркнута боль, которую испытывали апостолы.
Кроме того, в процессии волхвов лица переданы с таким натурализмом, что можно узнать фигуры Франческо Старшего да Каррара и его сына Франческо Новелло да Каррара, различимые по головным уборам. И в «Поклонении волхвов», и в сцене «Похороны Богородицы» узнаваемы лица заказчика Пьетро де Бови и лордов Каррары.